# Erich Döhring
Erich Döhring (* 1. Mai 1904 in Bütow, Provinz Pommern; † 12. Dezember 1985 in Kiel) war ein deutscher Rechtswissenschaftler, Richter und Hochschullehrer.

## Leben und Wirken
Nach seiner Reifeprüfung am Domgymnasium Kolberg studierte Erich Döhring von 1923 bis 1927 Rechtswissenschaft an den Universitäten Tübingen, Leipzig und Halle. Nach seiner ersten juristischen Staatsprüfung promovierte er im gleichen Jahr (1927) an der Universität Halle zum Dr. jur. Im Jahre 1931 folgte die zweite juristische Staatsprüfung. Seither war Döhring im Justizdienst tätig, zuerst als Gerichtsassessor, dann seit 1936 als Zivilrichter, später auch als Strafrichter. Von 1943 bis 1945 war er Soldat im Zweiten Weltkrieg. Seit 1948 wirkte Döhring als Richter in Kiel. 1962 wurde er als Honorarprofessor an die Rechts- und Staatswissenschaftliche Fakultät der Christian-Albrechts-Universität zu Kiel berufen. 
Döhring veröffentlichte umfangreiche Arbeiten zur Geschichte der Rechtspflege und der Gerichtsorganisation, zur Rechtstheorie und zur Geschichte der Juristischen Fakultät der Universität Kiel.

## Veröffentlichungen
- Das Gesandtschaftsrecht der deutschen Einzelstaaten unter der Verfassung von Weimar. Dissertation Universität Halle 1927 (1928).
- Geschichte der deutschen Rechtspflege seit 1500. Duncker & Humblot, Berlin 1953.
- Die Erforschung des Sachverhalts im Prozeß. Beweiserhebung und Beweiswürdigung. Ein Lehrbuch. Duncker & Humblot, Berlin 1964.
- Geschichte der juristischen Fakultät 1665–1965 (= Geschichte der Christian-Albrechts-Universität Kiel, Bd. 3,1). Wachholtz, Neumünster 1965.
- Die geschichtliche Entwicklung der Gerichtsorganisation in Schleswig-Holstein seit 1867. Justizministerium des Landes Schleswig-Holstein, Kiel 1966.
- Die gesellschaftlichen Grundlagen der juristischen Entscheidung (= Schriften zur Rechtstheorie, H. 70). Duncker & Humblot, Berlin 1977.